# Montfavergier
Montfavergier is een plaats en voormalige gemeente in het Zwitserse kanton Jura, en maakt deel uit van het district Franches-Montagnes.
Montfavergier telt 33 inwoners.

## Externe link

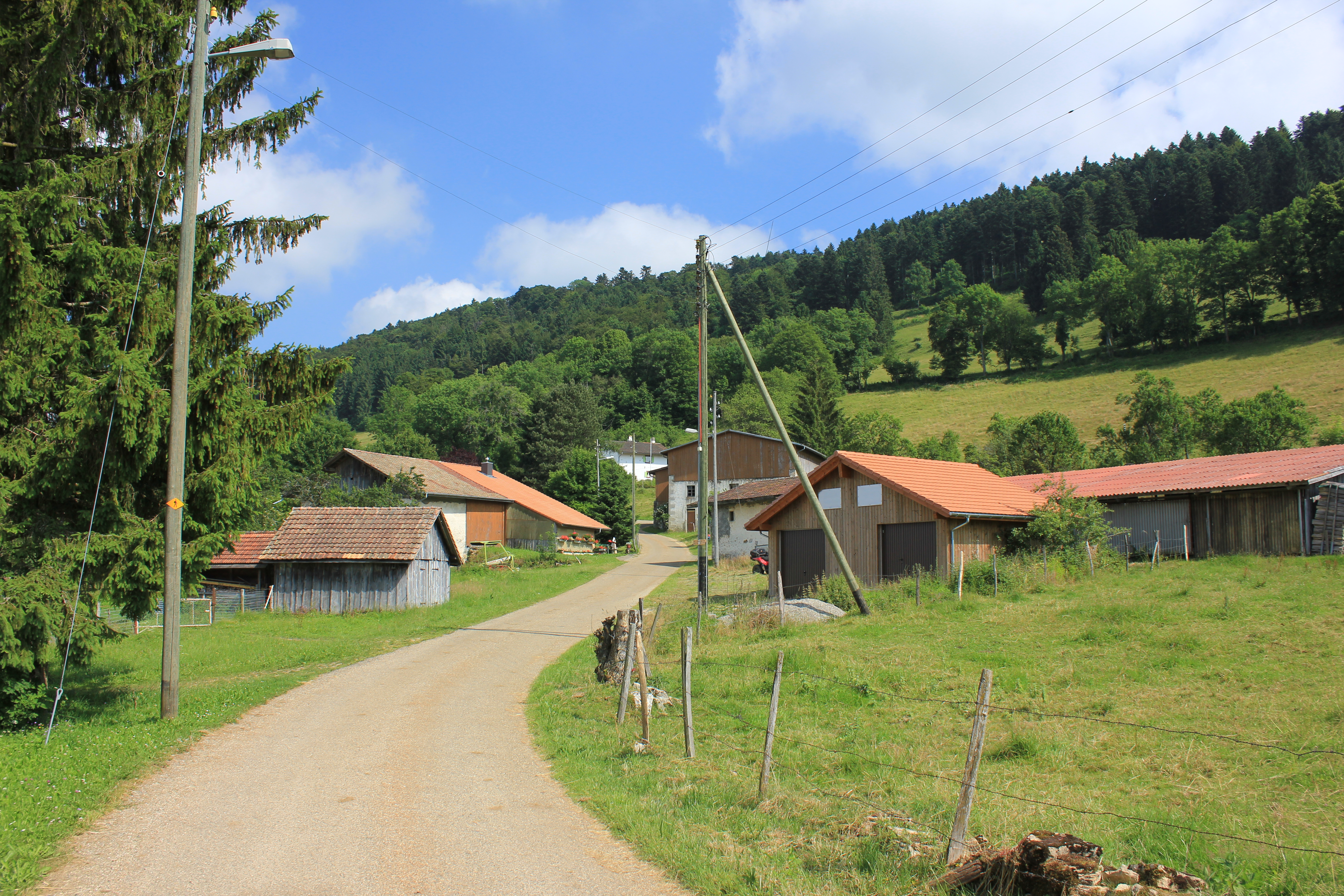